# José Miguel Insulza
José Miguel Insulza (Santiago, 2 juni 1943) is een Chileens politicus, jurist en diplomaat. Hij was minister van Buitenlandse Zaken van 1994 tot 1999 en minister-secretaris-generaal (soort premier) van 1999 tot 2000, minister van Binnenlandse Zaken van 2000 tot 2005 en secretaris-generaal van de Organisatie van Amerikaanse Staten van 2005 tot 2015. Sinds 2018 is hij senator is voor de regio Arica y Parinacota.

## Biografie

### Jonge jaren en onderwijs
Insulza ging naar een elite Amerikaans-Engelstalige school voor primair en secundair onderwijs in de hoofdstad Santiago. Hij studeerde rechten aan de Universiteit van Chili.
Hij werd voorzitter van het centrum voor rechtenstudenten, vicevoorzitter van de studentenvereniging FECH en voorzitter van de nationale studentenvereniging UFUCH. Nadat hij afgestudeerd was in rechten, behaalde hij nog een diploma aan de Latijns-Amerikaanse Faculteit Sociale Wetenschappen (FLACSO) en een mastergraad in politieke wetenschappen aan de Universiteit van Michigan. Hij was tot 1973 hoogleraar politieke theorie aan de universiteit van Chili en politieke wetenschappen aan de Pontificale Katholieke Universiteit van Chili.

### Beginjaren
Hij was van 1969 tot 1973 lid van de Movimiento de Acción Popular Unitaria (MAPU). Hij kandideerde tevergeefs voor het lidmaatschap van de Kamer van Afgevaardigden bij de parlementsverkiezingen van 1973, voor het derde district van Santiago, Puente Alto. Hij diende als politiek adviseur van het Chileense ministerie van Buitenlandse Zaken en directeur van de Diplomatieke Academie van Chili in 1973.

### Ballingschap in Mexico
Na de Chileense staatsgreep van 1973 werd Insulza verboden Chili opnieuw binnen te komen (hij was destijds op een internationale conferentie in Parijs geweest). Hij bracht de volgende 15 jaar door in ballingschap, eerst van 1974 tot 1981 in Rome en vervolgens van 1981 tot 1988 in Mexico. Daar werkte hij als onderzoeker en werd uiteindelijk directeur van het United States Studies Institute van het Centro de Investigación y Docencia Económicas (CIDE). Hij gaf ook les aan de Nationale Autonome Universiteit van Mexico, de Ibero-Amerikaanse Universiteit en het Instituut voor Diplomatieke Studies.

### Terugkeer naar Chili
Insulza keerde begin 1988 terug naar Chili en sloot zich als lid van de Socialistische Partij aan bij de Concertación (coalitie van linkse politieke partijen). Na het militaire bewind werd hij in 1990 benoemd tot Chileens ambassadeur voor internationale samenwerking. Enige tijd later werd hij directeur Multilaterale Economische Zaken bij het Ministerie van Buitenlandse Zaken en vicepresident van het Agencia de Cooperación Internacional de Chile (AGCI). Hij werd lid van de Chileense Vereniging voor Politieke Wetenschappen, de Orde van Advocaten en de Chileense Raad voor Internationale Betrekkingen.
Op 11 maart 1994 werd hij onderminister van Buitenlandse Zaken onder president Eduardo Frei Ruiz-Tagle. Op 20 september 1994 klom hij op tot minister van Buitenlandse Zaken. Op 22 juni 1999 werd hij minister-secretaris-generaal van het presidentschap (soort premier). Op 11 maart 2000 trad hij aan als minister van Binnenlandse Zaken onder president Ricardo Lagos.
Op 2 mei 2005 werd Insulza verkozen tot secretaris-generaal van de Organisatie van Amerikaanse Staten, nadat de Mexicaanse minister van Buitenlandse Zaken Luis Ernesto Derbez zich uit de race had teruggetrokken. Hij bleef aan tot mei 2015 en werd opgevolgd door Luigi Einaudi.
Sinds 2018 is hij senator is voor de regio Arica y Parinacota. In 2019 nam hij deel aan de openingsbijeenkomst van de zogenaamde Puebla-groep in Buenos Aires, een conferentie van linkse politieke leiders. 